# پوروچیک چونچوو
پوروچیک چونچوو (به بلغاری: Poruchik Chunchevo) یک منطقهٔ مسکونی در بلغارستان است که در شهرستان کاوارنا واقع شده‌است.